# René Bertram
Rene Bertram (ur. 21 lipca 1981 w Magdeburgu) – niemiecki wioślarz, reprezentant Niemiec w wioślarskiej czwórce podwójnej podczas Letnich Igrzysk Olimpijskich w Pekinie.

## Osiągnięcia
- Mistrzostwa Świata – Sewilla 2002 – czwórka podwójna – 1. miejsce[1][2].
- Igrzyska Olimpijskie – Ateny 2004 – dwójka podwójna – 9. miejsce[1][2].
- Mistrzostwa Świata – Gifu 2005 – czwórka podwójna – 6. miejsce[1][2].
- Mistrzostwa Świata – Monachium 2007 – czwórka podwójna – 3. miejsce[1][2].
- Igrzyska Olimpijskie – Pekin 2008 – czwórka podwójna – 6. miejsce[1][2].
- Mistrzostwa Europy – Brześć 2009 – czwórka podwójna – 4. miejsce[2].
- Mistrzostwa Europy – Montemor-o-Velho 2010 – czwórka bez sternika – 1. miejsce[2].